# Albert Venn Dicey
Albert Venn Dicey (Lutterworth, 4. veljače 1835. – Oxford, 7. travnja 1922.), britanski pravnik i ustavnopravni teoretičar. Najpoznatiji je po svom djelu "Uvod u izučavanje zakona ustava". Predavao je na oxfordskom sveučilištu gdje je postao jedan od najutjecajnijih usvanopravnih teoretičara svoga vremena.
Zaslužan je za popularizaciju izraza "vladavina prava" iako je njegova uporaba zabilježena još u 17. stoljeću.

## Djela
- 1885. - Uvod u izučavanje zakona ustava
- 1896. - Sukob zakona
- 1905. - Odnos zakona i javnog mnijenja u Engleskoj u XIX. st.